# Мазево (Польща)
Мазево (пол. Mazewo) — село в Польщі, у гміні Щучин Ґраєвського повіту Підляського воєводства.
Населення — 65 осіб (2011).
У 1975—1998 роках село належало до Ломжинського воєводства.

## Демографія
Демографічна структура станом на 31 березня 2011 року:
|          | Загалом | Допрацездатний вік | Працездатний вік | Постпрацездатний вік |
| -------- | ------- | ------------------ | ---------------- | -------------------- |
| Чоловіки | 32      | 7                  | 21               | 4                    |
| Жінки    | 33      | 6                  | 21               | 6                    |
| Разом    | 65      | 13                 | 42               | 10                   |